# Hagåtña
Hagåtña (în trecut Agana, în engleză, și Agaña, în spaniolă) este capitala teritoriului nesuveran Guam (ce aparține de Statele Unite). Este a doua localitate de pe insulă după numărul de locuitori și după suprafață. Astăzi reprezintă una dintre cele mai importante zone comerciale și este sediul guvernului.